# مذيع الطقس
مذيع الطقس هو الشخص الذي يقوم بتقديم توقعات الطقس على المذياع أو التلفاز أو نشرات الأخبار عبر الإنترنت. باستخدام أدوات متنوعة، مثل خرائط الطقس المتوقعة، يقوم مذيع الطقس بإعلام المشاهدين بالظروف الجوية الحالية والمستقبلية، وشرح الأسباب الكامنة وراء هذا التطور، ونقل احتمال وجود مخاطر وتحذيرات مناخية صادرة لمنطقته أو بلده أو مناطق أخرى كبيرة. لا توجد مؤهلات أساسية لمذيع الطقس على اختلاف البلدان ووسائل الإعلام، يمكن أن تتراوح من شهادة في مقدمة علم الأرصاد الجوية إلى دبلوم في الأرصاد الجوية من جامعة معترف بها. ولذلك لا ينبغي الخلط بين مقدم النشرة الجوية وأخصائي الأرصاد الجوية ، أو المتنبئ الجوي، الحائز على دبلوم في الأرصاد الجوية.

## تاريخ
كانت الولايات المتحدة أول دولة بدأت فيها القنوات التلفزيونية بث تقارير الطقس في أواخر الأربعينيات من القرن الماضي، لكن مقدمي البرامج كانوا يقومون بذلك عبر المذياع قبل ذلك بوقت طويل.  من خلال النشرات الإخبارية لمكتب الأرصاد الجوية الأمريكي (الآن خدمة الأرصاد الجوية الوطنية )، تتبع مضيف برنامج الحالات الجوية والجبهات في الوضع العام، نشر التوقعات. وكان مضيف البرنامج الصباحي الشهير، برنامج "اليوم" على قناة "إن بي سي"، يتحدث على الهواء مباشرة مع خبير الأرصاد الجوية في المكتب.  ومع تزايد شعبية تقرير الطقس، قامت شبكات التلفزيون الوطنية بتعيين خبراء أرصاد جوية محترفينمن أجل القيام بهذه المهمة، ولكن في أوائل الستينيات بدأ عصر "ملكة جمال الطقس". ومن ثم بدأ مديرو البث النظر إلى تقرير الطقس أنه أكثر متعة للجمهور، وتم الإعلان عنه للمتاجر المحلية. 

## تقنيات العرض

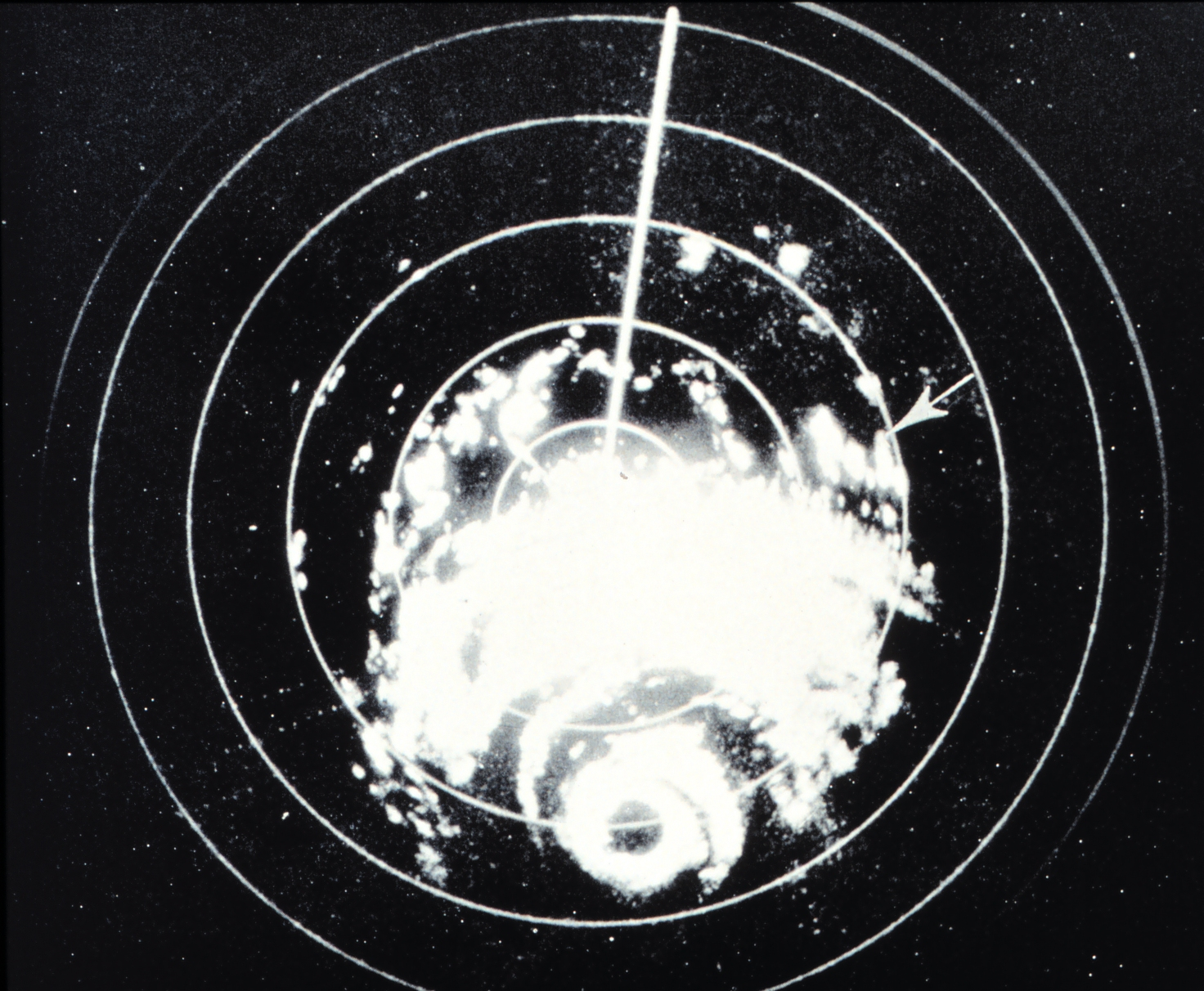
صورة رادارية لإعصار كارلا

لقد تنوعت تقنيات العرض بشكل كبير منذ بداية التلفزيون والمذياع. وكانت النشرات الأولى في الغالب عبارة عن قراءة للتنبؤات الصادرة عن خدمة الأرصاد الجوية الوطنية المحلية. ومع ظهور التلفزيون، أصبح ذلك مصحوبًا برسوم بيانية معدة مسبقًا أو مرسومة على السبورة من قبل مقدم البرنامج. وتدريجيًا، تم اعتماد خرائط قياسية تحتوي على أيقونات لوصف الطقس في كل مكان.  وفي ستينيات القرن الماضي، ظهرت رادارات الطقس والأقمار الصناعية للأرصاد الجوية وتم دمج صورها في التنبؤات الجوية كصور ثابتة. على سبيل المثال، كان أول استخدام لرادار الطقس على شاشة التلفزيون في الولايات المتحدة في سبتمبر 1961 عندما كان إعصار كارلا يقترب من ولاية تكساس وأقنع المراسل المحلي دان راذر موظفي مكتب الطقس الأمريكي المحليين بالسماح له بالبث المباشر من مكتبهم والذي يظهر الطقس. بيانات الرادار مع تراكب تقريبي لخليج المكسيك على طبقة بلاستيكية شفافة. وساعد تقريره السكان المنبهين على قبول إجلاء ما يقدر بنحو 350 ألف شخص من قبل السلطات، مما أدى إلى إنقاذ عدة آلاف من الأرواح. 